# Cybianthus leprieurii
Cybianthus leprieurii är en viveväxtart som beskrevs av G. Agostini. Cybianthus leprieurii ingår i släktet Cybianthus, och familjen viveväxter. Inga underarter finns listade i Catalogue of Life.